# エウリュクラテス
エウリュクラテス（古希: Εὐρυκράτης、古代ギリシア語ラテン翻字: Eurycrates、在位：紀元前665年-紀元前640年）はアギス朝のスパルタ王である。
エウリュクラテスは先王ポリュドロスの子であり、次代の王アナクサンドロスの父である。エウリュクラテスは第一次メッセニア戦争と第二次メッセニア戦争の間の時期にスパルタを支配した。

## 註
1. ↑  ヘロドトス, VII, 204
2. ↑  パウサニアス, III, 3, 4